# Sielsowiet Podorosk
Sielsowiet Podorosk (biał. Падароскі сельсавет; ros. Подоросский сельсовет) – sielsowiet na Białorusi, w obwodzie grodzieńskim, w rejonie wołkowyskim, z siedzibą w Podorosku.
Według spisu z 2009 sielsowiet Podorosk zamieszkiwało 1509 osób, w tym 1139 Białorusinów (75,48%), 221 Polaków (14,65%), 54 Rosjan (3,58%), 16 Ukraińców (1,06%), 8 osób innych narodowości i 71 osób, które nie podały żadnej narodowości.

## Miejscowości
- agromiasteczko:
  - Podorosk
- wsie:
  - Dąbrowniki
  - Dubicze
  - Hołyszki
  - Hubczyce
  - Koniuchy
  - Kraski
  - Omszary
  - Siedzielniki
  - Siewoszki
  - Starzynki
  - Szambelin
  - Werusin
  - Wielka Wieś
- zlikwidowane miejscowości:
  - Skarbiec